# Sportpark Hazelaarweg
 (avril 2025).
Motif : Aucune source secondaire trouvée pour le moment + faible notoriété du stade
- Archive Wikiwix
- Bing
- Cairn
- DuckDuckGo
- E. Universalis
- Gallica
- Google
- G. Books
- G. News
- G. Scholar
- Persée
- Qwant
- (zh) Baidu
- (ru) Yandex
- (wd) trouver des œuvres sur Wikidata

| 1. | Préciser le motif de la pose du bandeau. | Précisez le motif de la pose du bandeau en utilisant la syntaxe suivante : {{admissibilité à vérifier\|date=avril 2025\|motif=remplacez ce texte par le motif}}                            |
| 2. | Informer les utilisateurs concernés.     | Pensez à avertir le créateur de l'article, par exemple, en insérant le code ci-dessous sur sa page de discussion : {{subst:avertissement admissibilité à vérifier\|Sportpark Hazelaarweg}} |

 (avril 2025).
Si vous disposez d'ouvrages ou d'articles de référence ou si vous connaissez des sites web de qualité traitant du thème abordé ici, merci de compléter l'article en donnant les références utiles à sa vérifiabilité et en les liant à la section « Notes et références ».
Le Sportpark Hazelaarweg, est un stade multisports néerlandais (principalement utilisé pour le cricket et le hockey sur gazon) situé dans la ville de Rotterdam.
Doté d'une capacité de 3 500 spectateurs (pouvant être étendue à 10 000), le stade sert d'enceinte à domicile pour l'équipe de hockey du HC Rotterdam ainsi que l'équipe de cricket du VOC.

## Histoire
Le stade est inauguré le 14 octobre 2001 en présence du maire de la ville de l'époque, Ivo Opstelten, ainsi que de la secrétaire d'état Margo Vliegenthart.
L'équipe de hockey sur gazon du HC Aeolus y a évolué entre 2001 et 2011.